# FC Sachsen Leipzig
FC Sachsen Leipzig – niemiecki klub piłkarski powstały 1 sierpnia 1990 w wyniku połączenia klubów FC Grün-Weiß (BSG Chemie Leipzig) i Chemie Böhlen. W 2006 roku klub występował w niemieckiej IV lidze Oberliga Nordost-Süd. Na należącym do klubu stadionie Red Bull Arena (dawniej Zentralstadion) w Lipsku rozgrywano mecze podczas MŚ 2006. Z powodów finansowych klub rozwiązano w 2011 roku.

## Sukcesy
- Mistrzostwo NRD: 1951, 1964
- Puchar NRD: 1957, 1966
- Puchar Saksonii: 1993, 1994, 1995, 2005